# Clarafond-Arcine
Clarafond-Arcine és un municipi francès situat al departament de l'Alta Savoia i a la regió d'Alvèrnia-Roine-Alps. L'any 2007 tenia 864 habitants.

## Demografia

### Població
El 2007 la població de fet de Clarafond-Arcine era de 864 persones. Hi havia 314 famílies de les quals 80 eren unipersonals (24 homes vivint sols i 56 dones vivint soles), 73 parelles sense fills, 129 parelles amb fills i 32 famílies monoparentals amb fills.
La població ha evolucionat segons el següent gràfic:
Habitants censats

### Habitatges
El 2007 hi havia 400 habitatges, 324 eren l'habitatge principal de la família, 57 eren segones residències i 19 estaven desocupats. 366 eren cases i 33 eren apartaments. Dels 324 habitatges principals, 266 estaven ocupats pels seus propietaris, 45 estaven llogats i ocupats pels llogaters i 12 estaven cedits a títol gratuït; 15 tenien dues cambres, 36 en tenien tres, 86 en tenien quatre i 187 en tenien cinc o més. 307 habitatges disposaven pel capbaix d'una plaça de pàrquing. A 127 habitatges hi havia un automòbil i a 175 n'hi havia dos o més.

### Piràmide de població
La piràmide de població per edats i sexe el 2009 era:
| Homes | Edats   | Dones |
| ----- | ------- | ----- |
| 0     | 95 o +  | 0     |
| 0     | 90 a 94 | 4     |
| 0     | 85 a 89 | 4     |
| 4     | 80 a 84 | 8     |
| 4     | 75 a 79 | 8     |
| 0     | 70 a 74 | 8     |
| 20    | 65 a 69 | 16    |
| 12    | 60 a 64 | 12    |
| 12    | 55 a 59 | 28    |
| 24    | 50 a 54 | 20    |
| 20    | 45 a 49 | 28    |
| 44    | 40 a 44 | 20    |
| 36    | 35 a 39 | 24    |
| 28    | 30 a 34 | 28    |
| 20    | 25 a 29 | 28    |
| 12    | 20 a 24 | 16    |
| 20    | 15 a 19 | 24    |
| 32    | 10 a 14 | 20    |
| 24    | 5 a 9   | 24    |
| 32    | 0 a 4   | 16    |

## Economia
El 2007 la població en edat de treballar era de 565 persones, 444 eren actives i 121 eren inactives. De les 444 persones actives 410 estaven ocupades (230 homes i 180 dones) i 34 estaven aturades (13 homes i 21 dones). De les 121 persones inactives 28 estaven jubilades, 41 estaven estudiant i 52 estaven classificades com a «altres inactius».

### Ingressos
El 2009 a Clarafond-Arcine hi havia 325 unitats fiscals que integraven 847 persones, la mediana anual d'ingressos fiscals per persona era de 21.605 €.

### Activitats econòmiques
Dels 19 establiments que hi havia el 2007, 1 era d'una empresa alimentària, 4 d'empreses de construcció, 5 d'empreses de comerç i reparació d'automòbils, 1 d'una empresa d'hostatgeria i restauració, 1 d'una empresa financera, 1 d'una empresa immobiliària, 5 d'empreses de serveis i 1 d'una entitat de l'administració pública.
Dels 4 establiments de servei als particulars que hi havia el 2009, 1 era un guixaire pintor, 1 fusteria, 1 electricista i 1 restaurant.
Dels 2 establiments comercials que hi havia el 2009, 1 era una botiga de menys de 120 m² i 1 una fleca.
L'any 2000 a Clarafond-Arcine hi havia 12 explotacions agrícoles que ocupaven un total de 348 hectàrees.

## Equipaments sanitaris i escolars
El 2009 hi havia 1 escola maternal i 1 escola elemental.

## Poblacions més properes
El següent diagrama mostra les poblacions més properes.